# COVID-19 на Украине
3 марта 2020 года на Украине было сообщено о первом подтверждённом случае заражения коронавирусной инфекцией COVID-19, выявленном в Черновицкой области.
25 марта Кабинет министров Украины ввёл на всей территории Украины режим чрезвычайной ситуации на период до 24 апреля, который затем продолжили до 11 мая. 4 мая карантин продлили до 22 мая с одновременным его смягчением 11 мая.
По состоянию на начало февраля 2021 на Украине подтверждено 1,23 млн случаев заражения коронавирусом. При этом 22 924 случаев с летальным исходом, более миллиона выздоровели.

## Хронология

### Первая волна (2020)
январь — февраль 2020
27 января 2020 украинская чартерная авиакомпания SkyUp объявила о приостановлении полётов на Хайнань в связи со вспышкой коронавируса.
4 февраля чартерные рейсы на Хайнань приостановили Международные авиалинии Украины.
19 февраля в медицинский центр посёлка Новые Санжары Полтавской области прибыли граждане Украины и других государств, эвакуированные из китайского города Ухань. Это вызвало ожесточённые протесты местных жителей, которые попытались перекрыть подъездные дороги и забросали камнями и бутылками автобусы с эвакуированными.
25 февраля на координационном совещании под председательством секретаря СНБО Алексея Данилова было сообщено о решении проводить температурный скрининг всех граждан, прибывающих на территорию Украины через все пункты пропуска. Премьер-министр Украины Алексей Гончарук ещё в феврале заявлял о введении в международном аэропорту «Борисполь» сканирования температуры всех пассажиров, прибывающих из стран, где зарегистрированы случаи заболевания, однако решение о закупке оборудования температурного скрининга для аэропорта «Борисполь» было принято уже новым правительством лишь 11 марта.
март 2020
3 марта Украина объявила о первом подтверждённом случае заражения коронавирусом — инфицированный украинский гражданин прибыл из Италии в Румынию самолётом, а затем переехал на территорию Украины на автомобиле.
11 марта правительство ввело карантин на всей территории Украины на период до 3 апреля. В частности, карантин предусматривает закрытие учебных заведений, запрет массовых собраний более 200 человек и закрытие авиасообщения с некоторыми странами. Было сообщено, что будет закрыта бо́льшая часть пограничных переходов — 170 из 219.

Правительство также выделило 100 млн гривен на закупку средств индивидуальной защиты.
12 марта было выявлено ещё два случая заболевания — в Черновицкой и Житомирской областях. В житомирском райцентре Радомышле, где у 71-летней женщины был выявлен коронавирус, было введено чрезвычайное положение.
13 марта была зафиксирована первая смерть от коронавируса на территории Украины. Умершей оказалась 71-летняя женщина из Радомышля.
13 марта СНБО принял решение, которое в тот же день было подписано президентом, на основании которого 16 марта Украина закрыла границы для иностранных граждан. С полуночи 17 марта на 14 дней закрылось международное воздушное, железнодорожное и автобусное сообщение. Въезд на территорию Украины был разрешён для украинских граждан и иностранных граждан, имеющих вид на жительство, на собственном автотранспорте. Разрешён также въезд грузового транспорта.
15 марта Министерство здравоохранения Украины отправило украинцам SMS сообщения с рекомендациями о поведении во время эпидемии.
16 марта в Черновицкой области у двух женщин было лабораторно подтверждено COVID-19. В тот же день были подтверждены ещё два случая заражения коронавирусом — оба в Киеве.
17 марта было подтверждено семь новых случаев — шесть в Черновицкой области, один в Киевской. Также в Черновицкой области была зафиксирована вторая смерть от коронавируса.
17 марта в Киеве, Харькове и Днепре была остановлена работа метрополитена.
18 марта были зафиксированы два новых случая — в Киевской и Донецкой областях.
19 марта были подтверждены ещё два случая — в Киеве и Житомире. В тот же день были зарегистрированы ещё три случая — два в Днепропетровской области и один летальный в Ивано-Франковской. В этот же день было подтверждено ещё пять случаев в Черновицкой области. Количество заболевших достигло двадцати шести, а умерших — три.
20 марта было объявлено о первом выздоровевшем.
В тот же день были зафиксированы 15 новых случаев заражения: 10 — в Черновицкой области и по одному в Ивано-Франковской, Киевской, Львовской, Тернопольской и Харьковской областях.
21 марта были зафиксированы 6 новых случаев заражения в Киеве. В шести областях Украины (Днепропетровской, Житомирской, Ивано-Франковской, Киевской, Тернопольской) и в Киеве ввели чрезвычайную ситуацию из-за коронавируса.
22 марта были выявлены 26 новых заболевших.
23 марта были выявлены 11 новых заболевших — 10 в Киевской области и один в Тернопольской.
24 марта были выявлены 29 новых случаев заражения коронавирусом: в Волынской (1), Запорожской (2), Киевской (7), Луганской (1), Одесской (1), Тернопольской (2), Черновицкой (13) областях и в Киеве (2).
25 марта Кабинет министров Украины ввёл режим чрезвычайной ситуации на всей территории Украины до 24 апреля. За сутки было зарегистрировано 43 новых случая и один летальный в Ивано-Франковской области.
26 марта были выявлены 62 новых случая заражения коронавирусом.
27 марта были выявлены 93 новых случая заражения коронавирусом.
28 марта были выявлены 45 новых случая заражения коронавирусом
29 марта были выявлены 119 новых случаев.
30 марта были выявлены 62 новых случая заражения коронавирусом.
  
2 апреля были выявлены 138 новых случая заражения коронавирусом.
3 апреля были выявлены 154 новых случая заражения коронавирусом; число больных в стране превысило одну тысячу.
6 апреля было выявлено 68 новых случаев заражения коронавирусом. Заболевших 1462 человека.
7 апреля было выявлено 143 новых случая заражения коронавирусом. Число заболевших в стране составило 1668 человек.
8 апреля было выявлено 206 новых случаев заражения коронавирусом. Число заболевших в стране составило 1892 человека.
9 апреля было выявлено 224 новых случая заражения коронавирусом.
10 апреля было выявлено 311 новых случая заражения коронавирусом. Число заболевших превысило две тысячи человек.
11 апреля было выявлено 308 новых случая заражения коронавирусом. Заболевших 2511 человек.
12 апреля было выявлено 266 новых случая заражения коронавирусом. Заболевших 2777 человек.
13 апреля было выявлено 325 новых случая заражения коронавирусом. Число заболевших превысило три тысячи человек (3102)
14 апреля было выявлено 270 новых случая заражения коронавирусом. Заболевших 3372 человек. Число выздоровевших превысило 100 человек
15 апреля было выявлено 392 новых случая заражения коронавирусом. Заболевших 3764 человек. Число умерших превысило 100 человек
16 апреля было выявлено 397 новых случая заражения коронавирусом. Заболевших 4161 человек.
17 апреля было выявлено 501 новых случая заражения коронавирусом. Заболевших 4662 человек.
18 апреля было выявлено 444 новых случая заражения коронавирусом. Число заболевших превысило пять тысяч человек (5106).
19 апреля было выявлено 343 новых случая заражения коронавирусом. Заболевших 5449 человек.
20 апреля было выявлено 261 новых случая заражения коронавирусом. Число больных в стране составило 5710 человек. При объявлении статистических данных было отмечено, что семь областей не подали информацию. Представители Сумской области заявили, что данные о заболевших к ним самим поступили поздно из лаборатории в Киеве, но в любом случае в области не было новых случаев заражения.
21 апреля было выявлено 415 новых случая заражения коронавирусом. Число больных в стране составило 6125 человек. Лидером по приросту инфицированных стала Черновицкая область — 82 человека, динамике распространения — Полтавская область, в которой число инфицированных увеличилось на 60 %. За сутки, согласно официальным данным, признаны выздоровевшими всего 8 человек.
22 апреля было выявлено 467 новых случая заражения коронавирусом. Число больных в стране составило 6592 человек. Лидером по приросту инфицированных стал Киев — 97 человек, динамике распространения — Николаевская область, в которой число инфицированных увеличилось на 100 %. За сутки, согласно официальным данным, признаны выздоровевшими 57 человек.
23 апреля было выявлено 578 новых случая заражения коронавирусом. Число больных в стране составило 7170 человек. Лидером по приросту инфицированных стала Черновицкая область — 87 человек, динамике распространения — Полтавская область, в которой число инфицированных увеличилось на 39 %. За сутки, согласно официальным данным, признаны выздоровевшими 80 человек.
24 апреля было выявлено 477 новых случая заражения коронавирусом. Число больных в стране составило 7647 человек. За сутки были признаны выздоровевшими 97 человек, умерло — 6.
25 апреля было выявлено 478 новых случая коронавируса. Количество умерших превысило 200 человек (201). За сутки признано выздоровевшими более 180 человек.
26 апреля было выявлено 492 новых случая коронавируса.
27 апреля выявлено 392 новых случаев заражения.
28 апреля выявлен 401 новый случай заражения.
29 апреля выявлено 456 новых случаев заражения. Число выздоровевших превысило 1 тысячу человек (1103).
30 апреля выявлено 540 новых случаев заражения. Общее количество заразившихся коронавирусом превысило 10 тысяч человек (10406).
1 мая выявлено 455 новых случаев заражения. Мэр г. Черкассы Бондаренко и местный Горисполком ослабили ограничения в городе раньше срока, что вызвало негативную реакцию Президента Украины. Против мэра возбуждено уголовное дело.
2 мая выявлено 550 новых случаев заражения.
3 мая выявлено 502 новых случаев заражения.
4 мая выявлено 418 новых случаев заражения. В этот день постановлением Кабинета министров анонсировано продление общенационального карантина до 22 мая, с одновременным его смягчением 11 мая.
5 мая выявлено 366 новых случаев заражения.
6 мая выявлено 487 новых случаев заражения.
7 мая выявлено 507 новых случаев заражения.
8 мая выявлено 504 новых случаев заражения. Признано выздоровевшими 310 человек.
9 мая выявлено 515 новых случаев заражения.
10 мая выявлено 522 новых случаев заражения. Общее количество инфицированных превысило 15 тысяч (15232).
11 мая выявлено 416 новых случаев заражения. Общее количество инфицированных 15648 человек. На территории Украины начался поэтапный выход из карантина: открыты парки и скверы, заработали кафе и рестораны (на вынос и летние площадки) и т. д.
12 мая выявлено 375 новых случаев заражения.
13 мая выявлено 402 новых случаев заражения. Признано выздоровевшими 343 человек за сутки (рекорд с начала эпидемии).
14 мая выявлено 422 новых случаев заражения. Признано выздоровевшими 427 человек за сутки (рекорд с начала эпидемии). Впервые за время эпидемии количество активных инфицированных уменьшилось.
15 мая выявлено 483 новых случаев заражения.
16 мая выявлено 528 новых случаев заражения. Признано выздоровевшими 433 человек за сутки (рекорд с начала эпидемии). Рекордный прирост инфицированных в Киеве (153) связан с очагом инфекции в доме-интернате для девочек, где заразились 81 человек (воспитанницы и сотрудники).
17 мая выявлено 433 новых случаев заражения. Количество умерших за время эпидемии превысило 500 (514), а выздоровевших 5000 (5116). 

18 мая выявлено 325 новых случаев заражения. 

19 мая выявлено 260 новых случаев заражения. Суточный прирост инфицированных составил 1,4 % (наименьший показатель с 15 марта). 

20 мая выявлено 354 новых случаев заражения. 

21 мая выявлено 476 новых случаев заражения. 

22 мая выявлено 422 новых случаев заражения. Количество инфицированных за время эпидемии превысило 20 тысяч (20 148). По приросту умерших за сутки 1,6 % (9 человек) отмечен наименьший показатель с 27 марта. 

23 мая выявлено 432 новых случаев заражения. 

24 мая выявлено 406 новых случаев заражения. 

25 мая выявлено 259 новых случаев заражения. Суточный прирост инфицированных составил 1,2 % (наименьший показатель с 15 марта). По приросту умерших за сутки 0,97 % (6 человек) отмечен наименьший показатель с 27 марта. Возобновили работу метрополитены Киева, Харькова и Днепра.
26 мая выявлено 339 новых случаев заражения. 

27 мая выявлено 321 новых случаев заражения. 

28 мая выявлено 477 новых случаев заражения. Признано выздоровевшими 444 человек за сутки (рекорд с начала эпидемии). Отмечен рекордный прирост инфицированных (+70) за сутки в Львовской области.
29 мая выявлено 429 новых случаев заражения. Признано выздоровевшими 495 человек за сутки (рекорд с начала эпидемии). 

30 мая выявлено 393 новых случаев заражения. Открылись для посетителей ТРЦ в г. Киев. 

31 мая выявлено 468 новых случаев заражения.
1 июня выявлено 340 новых случаев заражения.
2 июня выявлено 328 новых случаев заражения. Количество выздоровевших превысило 10 тысяч (10 078).
3 июня выявлено 483 новых случаев заражения. Отмечен рекордный прирост инфицированных (+96) за сутки в Львовской области.
4 июня выявлено 588 новых случаев заражения (рекорд с начала эпидемии). Лидерство по приросту инфицированных, как в абсолютных (+85), так и относительных числах второй день отмечено во Львовской области. Признано выздоровевшими 602 человека (рекорд с начала эпидемии).
5 июня выявлено 553 новых случаев заражения.
6 июня выявлено 550 новых случаев заражения.
7 июня выявлено 485 новых случаев заражения.
8 июня выявлено 463 новых случаев заражения.
9 июня выявлено 394 новых случаев заражения.
10 июня выявлено 525 новых случаев заражения. Умерло 23 человека (рекорд с начала эпидемии). Лидерство по приросту инфицированных, как в абсолютных (+101), так и относительных (+9,1 %) числах отмечено в Волынской области. Наилучшая картина отмечена в Херсонской области, в которой выздоровели практически все заболевшие. На всю область осталось 4 активных инфицированных. Новых случаев заражения в области не выявляют несколько дней.
11 июня выявлено 689 новых случаев заражения (рекорд с начала эпидемии). Наибольшее количество новых случаев отмечено во Львовской (125) области, Киеве (91), Киевской (54), Ровненской (53) и Волынской (52) областях. В Херсонской, Полтавской и Луганской областях не выявили ни одного нового случая инфицирования.
12 июня выявлено 683 новых случаев заражения. Наибольшее количество новых случаев отмечено во Львовской области (112), Киеве (95), Винницкой (81), Ровненской (56), Харьковской (52) и Волынской (47) областях В Херсонской и Луганской областях не выявили ни одного нового случая инфицирования. Власть сняла запрет на въезд в страну иностранцев.
13 июня выявлено 753 новых случаев заражения (рекорд с начала эпидемии). Наибольшее количество новых случаев отмечено во Львовской (132), Закарпатской (77) областях и Киеве (72). В Херсонской области за сутки не подтвердили ни одного случая инфицирования.
14 июня выявлено 648 новых случаев заражения. Наибольшее количество новых случаев отмечено во Львовской (139), Закарпатской (49) областях и Киеве (66). В Луганской и Полтавской областях за сутки не подтвердили ни одного нового случая инфицирования.
15 июня выявлено 656 новых случаев заражения. Наибольшее количество новых случаев отмечено во Львовской (136), Закарпатской (48) областях и Киеве (53).
16 июня выявлено 666 новых случаев заражения. Наибольшее количество новых случаев отмечено во Львовской (139), Ровненской (104) и Волынской (61) областях.
17 июня отмечено одновременно два «антирекорда» — выявлено 758 новых случаев заражения, умерло 31 человек. Наибольшее количество новых случаев отмечено во Львовской (155), Закарпатской (82) и Черновицкой (69) областях.
18 июня выявлено 829 новых случаев заражения (рекорд с начала эпидемии). Больше всего новых случаев выявили во Львовской (171), Закарпатской (74) и Ровненской (73) областях.
19 июня третий подряд «антирекорд» по выявленным случаям заражения — 921. Больше всего новых случаев выявили во Львовской (142), Ровненской (121) областях и Киеве (92).
20 июня выявлено 841 новых случаев заражения. Больше всего новых случаев выявили во Львовской (139), Закарпатской (109) и Ровненской (83) областях. По приросту умерших за сутки 0,91 % в относительных числах (9 человек) отмечен наименьший показатель с 27 марта.
21 июня выявлено 735 новых случаев заражения. По приросту умерших за сутки 0,8 % в относительных числах (8 человек) отмечен наименьший показатель с 27 марта. При этом общее количество смертей превысило 1000 человек.
22 июня выявлено 681 новых случаев заражения. 12-й день подряд лидерство удерживает Львовская область, в которой отмечен «антирекорд» за всё время эпидемии — наибольший прирост количества инфицированных (+200) в одной области за сутки. Второе и третье места по численности прироста у Ровненской (+91) и Волынской (+70) областей. По общему количеству инфицированных на первое место вышел Киев обогнав Черновицкую область, в которой отмечается спад заболеваемости.
23 июня выявлено 833 новых случаев заражения. 13-й день подряд лидерство удерживает Львовская область, в которой отмечен «антирекорд» за всё время эпидемии — наибольший прирост количества инфицированных (+240) в одной области за сутки. Второе и третье места по численности прироста у Закарпатской (+103) и Ровненской (+75) областей.
24 июня выявлено 940 новых случаев заражения (рекорд с начала эпидемии). 2 недели подряд лидерство удерживает Львовская область (+203). Второе и третье места по численности прироста у Ровненской (+126) области и Киева (+99).
25 июня очередной «антирекорд» в 994 инфицированных. Лидер по приросту Львовская область (+204) вышла на первое место по количеству инфицированных. Второе и третье места по численности прироста у Одесской (+95) и Закарпатской (+85) областей. В лидеры по приросту впервые за время эпидемии попала Одесская область.
26 июня очередной «антирекорд» в 1109 инфицированных. Больше всего новых случаев выявили во Львовской (+209), Ровненской (+116) областях и Киеве (+113).
27 июня выявлено 948 новых случаев заражения. Больше всего новых случаев выявили во Львовской области (+168), Киеве (+140) и Ровненской (+111) области.
28 июня выявлено 917 новых случаев заражения. Больше всего новых случаев выявили во Львовской (+173), Ровненской (+93) и Закарпатской (+86) областях.
29 июня выявлено 646 новых случаев заражения. Больше всего новых случаев выявили во Львовской (+115), Волынской (+84) и Ровненской (+70) областях.
30 июня выявлено 706 новых случаев заражения. Больше всего новых случаев выявили во Львовской (+143), Закарпатской (+97) и Ровненской (+74) областях. В семи областях по официальным данным не обнаружено ни одного нового инфицированного.
1 июля выявлено 664 новых случаев заражения. Больше всего новых случаев выявили во Львовской области (+143), Киеве (+101) и Закарпатской и Ровненской (по +72) областях.
2 июля выявлено 889 новых случаев заражения. Больше всего новых случаев выявили во Львовской области (+152), Киеве (+104) и Ровненской (+95) области.
3 июля выявлено 876 новых случаев заражения. Больше всего новых случаев выявили во Львовской области (+153), Киеве (+105) и Закарпатской (+80) области.
4 июля выявлено 914 новых случаев заражения. Больше всего новых случаев выявили во Львовской области (+176), Киеве (+118) и Волынской (+92) области.
5 июля выявлено 823 новых случаев заражения. Больше всего новых случаев выявили во Львовской (+138), Закарпатской (+107) и Донецкой (+81) областях. Всплеск заболевания в Донецкой области вызван высоким показателем в городе Славянск (+75).
6 июля выявлено 543 новых случаев заражения. Больше всего новых случаев выявили во Львовской (+104), Ровненской (+82) областях и Киеве (+53). Суточный прирост инфицированных составил 1,1 % (наименьший показатель с 15 марта).
7 июля выявлено 564 новых случаев заражения. Больше всего новых случаев выявили во Львовской (+144), Закарпатской (+83) областях и Киеве (+63).
8 июля выявлено 807 новых случаев заражения. Общее количество инфицированных превысило 50 тысяч (50414). Отмечен рекорд по выздоровевшим за сутки (926). Впервые с 3 июня количество активных инфицированных уменьшилось. Больше всего новых случаев выявили во Львовской области (+117), Киеве (+114) и Ровненской области (+76).
9 июля выявлено 810 новых случаев заражения. Больше всего новых случаев выявили во Львовской области (+119), Киеве (+93) и Закарпатской области (+89).
10 июля выявлено 819 новых случаев заражения. Впервые за 30 дней Львовская область утратила лидерство по количеству выявленных инфицированных за сутки. Больше всего новых случаев выявили в Киеве (+118), Львовской (+82) и Ровненской (+74) областях. Отмечен рекорд по выздоровевшим за сутки в целом по стране (1016) и по одному региону — в Волынской области признаны выздоровевшими 228 человек.
11 июля выявлено 800 новых случаев заражения. Больше всего новых случаев выявили в Киеве (+125), Львовской (+119) и Закарпатской (+108) областях.
12 июля выявлено 678 новых случаев заражения. Больше всего новых случаев выявили в Львовской (+121), Ровненской (+78) областях и Киеве (+67). Количество выздоровевших (26118) превысило количество активных инфицированных (26020).
13 июля выявлено 612 новых случаев заражения. Больше всего новых случаев выявили в Львовской (+104), Ровненской (+99) и Закарпатской (+79) областях.
14 июля выявлено 638 новых случаев заражения. Больше всего новых случаев выявили в Львовской области (+147), Киеве (+112) и Закарпатской (+67) области.
15 июля выявлено 836 новых случаев заражения. Больше всего новых случаев выявили в Львовской области (+171), Киеве (+147) и Харьковской (+64) области.
16 июля выявлено 848 новых случаев заражения. Больше всего новых случаев выявили в Львовской области (+197), Киеве (+116) и Ровненской (+70) области.
17 июля выявлено 809 новых случаев заражения. Больше всего новых случаев выявили в Львовской (+132) и Ровненской (+88) областях и Киеве (+76). Отмечается стойкая тенденция «выздоровления» Черновицкой области, которая вначале была в «лидерах» по распространению коронавирусной инфекции. Количество выздоровевших за последнюю неделю стабильно в несколько раз превышает количество заболевших, общее число выздоровевших (3217) почти в два раза превысило количество активных инфицированных (1841).
18 июля выявлено 847 новых случаев заражения. Больше всего новых случаев выявили в Львовской области (+137), Киеве (+108) и Закарпатской (+89) области. Главный санитарный врач В. К. Ляшко анонсировал введение карантинных зон, которые должны прийти на смену адаптивному карантину. При адаптивном карантине власти области в зависимости от эпидемиологической ситуации ужесточали или ослабляли карантин. При системе карантинных зон предполагается присваивание территориям (городу, селу, району) одного из четырёх уровней (зелёный, жёлтый, оранжевый, красный). В зависимости от уровня на конкретной территории вводятся соответствующие ограничения.
19 июля выявлено 731 новых случаев заражения. Больше всего новых случаев выявили в Львовской области (+109), Киеве (+89) и Ивано-Франковской (+79) области. По приросту умерших за сутки 0,54 % в относительных числах (8 человек) отмечен наименьший показатель с 27 марта.
20 июля выявлено 651 новых случаев заражения. Больше всего новых случаев выявили в Львовской (+115) и Закарпатской (+86) областях и Киеве (+77). Во Львовской области, которая последние 47 дней находится в «лидерах» по количеству инфицированных за сутки отмечено превышение выздоровевших (181) над заболевшими.
21 июля выявлено 673 новых случаев заражения. Больше всего новых случаев выявили в Львовской (+114), Закарпатской (+78) и Ивано-Франковской (+75) областях.
22 июля выявлено 829 новых случаев инфицирования. Больше всего новых случаев в Киеве (+132), Львовской (+124) и Ивано-Франковской (+78) областях.
23 июля выявлено 856 новых случаев инфицирования. Больше всего новых случаев в Киеве (+112), Львовской (+109) и Ивано-Франковской (+76) областях.
24 июля выявлено 972 новых случаев инфицирования. Больше всего новых случаев в Львовской области (+126), Киеве (+118) и Ровенской (+96) областях. Министр здравоохранения отметил новый «антирекорд» — в госпитализации нуждались 255 пациентов.
25 июля выявлено 1106 новых случаев инфицирования. Больше всего новых случаев в Ровненской области (+143), Киеве (+129) и Львовской (+114) областях.
26 июля выявлено 920 новых случаев инфицирования. Больше всего новых случаев в Львовской области (+130), Киеве (+95) и Ивано-Франковской (+88) областях.
30 июля выявлено 1197 новых случаев инфицирования — «антирекорд» с начала эпидемии.
3 августа начала действовать система карантинных зон. В «красную зону» попали Луцк, Тернополь и один район Черновицкой области. Местные власти Тернополя выразили несогласие с отнесением города в «красную зону». Мэр Тернополя заявил, что предприятия, учреждения и организации Тернополя будут работать в обычном режиме.
7 августа выявлено 1453 новых случаев инфицирования и 33 летальных исхода за минувшие сутки — «антирекорд» с начала эпидемии. Больше всего новых случаев в Киеве (+186), Одесской (+156) и Львовской (+152) областях.
11 августа выявлено 1158 новых случаев заражения
13 августа выявлено 1592 новых случаев заражения — «антирекорд» с начала эпидемии.
14 августа выявлено 1732 новых случаев заражения — «антирекорд» с начала эпидемии. Количество умерших от вируса превысило 2 тыс.человек (2011 человек)
19 августа выявлено 1967 новых случаев заражения. Общее число случаев составило 96 403 человек.
20 августа выявлено 2134 новых случаев заражения- «антирекорд» с начала эпидемии. Зафиксировано наибольшее количество летальных исходов за день — 40.
21 августа выявлено 2106 новых случаев заражения. Общее количество случаев заражения вирусом превысило 100 тыс. человек (100 643 человека).
22 августа выявлено 2328 новых случаев заражения — очередной «антирекорд».
24 августа выявлено 1799 новых случаев заражения.
25 августа выявлено 1658 новых случаев заражения.
26 августа выявлено 1670 новых случаев заражения. Карантин в адаптивной модели продлён до 31 октября 2020 года. С 29 августа по 28 сентября границы Украины для иностранцев вновь будут закрыты.
28 августа выявлено 2438 новых случаев заражения — очередной «антирекорд».
31 августа выявлено 2141 новых случаев заражения.
2 сентября выявлено 2 495 новых случаев заражения — очередной «антирекорд».
3 сентября выявлено 2 430 новых случаев заражения.
5 сентября выявлено 2 836 новых случаев заражения — очередной «антирекорд».
7 сентября выявлено 2 174 новых случаев заражения.
14 сентября выявлено 2 462 новых случаев заражения.
17 сентября выявлено 3 584 новых случаев заражения — очередной «антирекорд».
21 сентября выявлено 2 675 новых случаев заражения.
28 сентября выявлено 2 671 новых случаев заражения. Общее количество случаев заражения превысило 200 тысяч человек (201 305)

### Вторая волна (2020)
октябрь 2020
7 октября выявлено 4753 новых случаев заражения — очередной «антирекорд». 

8 октября выявлено 5397 новых случаев заражения — очередной «антирекорд». 

9 октября выявлено 5804 новых случаев заражения — очередной «антирекорд». 

16 октября выявлено 5992 новых случаев заражения — очередной «антирекорд».
17 октября выявлено 6410 новых случаев заражения — очередной «антирекорд».
21 октября выявлено 6719 новых случаев заражения — очередной «антирекорд». Общее количество случаев заражения вирусом превысило 300 тыс.человек (315 826 человек). 

22 октября выявлено 7053 новых случаев заражения — очередной «антирекорд». 

23 октября выявлено 7517 новых случаев заражения — очередной «антирекорд». 

30 октября выявлено 8312 новых случаев заражения — очередной «антирекорд».
ноябрь 2020
С 14 по 30 ноября на Украине действовал «карантин выходного дня».
декабрь 2020
9 декабря правительство Украины заявило, что намерено ввести жёсткие ограничения с 8 января 2021 года для борьбы с коронавирусом. Будут запрещены массовые мероприятия, посещение кафе и ресторанов, работа школ, вузов, магазинов непродовольственных товаров, кинотеатров, театров и ТРЦ.
13 декабря директор Института развития экономики Украины Александр Гончаров рассказал, что власти решили «удушить» граждан новым локдауном и резким повышением цен на услуги ЖКХ. По его словам, действия местных властей приведут к коллапсу платёжеспособности бизнеса и граждан Украины. Экономист уверен, что локдаун, который планируется ввести в стране в январе 2021 года, добьёт сферу услуг и торговлю, а люди, оставшиеся без работы и зарплат, не смогут оплачивать повышенные тарифы ЖКХ.
19 декабря выявлено 11 742 новых случаев заражения.

### 2021 год
январь 2021
8 января 2021 года на всей территории Украины начал действовать жёсткий
локдаун, который продлился до 24 января включительно. Во время него были запрещены массовые мероприятия, посещение кафе и ресторанов, работа школ, вузов, магазинов непродовольственных товаров, кинотеатров, театров и, частично, ТРЦ.
Правительство не планирует продлевать так называемый «карантин зимних каникул» после 24 января.
Более мягкие ограничения были продлены до 31 марта.

## Вакцинация
30 декабря 2020 года Министерство здравоохранения Украины заключило контракт о поставках вакцины против коронавируса CoronaVac производства китайской компании SinovacBiotech; киевские власти вели переговоры со всеми мировыми производителями вакцины от коронавируса, кроме российских.
13 января 2021 года министр здравоохранения Максим Степанов допустил отказ от покупки китайского препарата SinovacBiotech из-за низких показателей эффективности в ходе проверок.
20 января в Министерстве здравоохранения подтвердили, что вакцина SinovacBiotech будет зарегистрирована в феврале, при этом китайский поставщик стал единственными, кто согласился обеспечить Украину вакциной раньше третьего квартала 2021 года.
29 января 2021 Министерство здравоохранения Украины отказало в регистрации российской вакцины «Спутник V».
Помимо Украины, к концу января 2021 года в Европе не смогли начать вакцинацию Молдавия, Албания, Андорра, Босния и Герцеговина, Черногория, Северная Македония и Косово.
23 февраля 2021 года зарегистрирована вакцина Covishield (разработки AstraZeneca/Oxford) «для экстренного использования»; с 24 февраля началась вакцинация — страна получила партию (500 тыс. доз) вакцины Covishield произведённой в Индии, которая предназначена в первую очередь для медицинских работников..
К 22 марта первую дозу вакцины получили 122 тыс. человек.
По состоянию на июль 2021 на Украине доступны вакцины Pfizer (заказано 10 млн доз), Moderna (доступно 2 млн доз), AstraZeneca (доступно 2,1 млн доз) и CoronaVac (доступно 6 млн доз). С 21.07 вакцинация, выбор места и времени вакцинации, типа вакцины доступен всем желающим.
21 августа 2021 года посол Германии на Украине Анка Фельдхузен передала украинскому министру здравоохранения 1,5 млн доз вакцины AstraZeneca на сумму около 6 млн евро. В это же время Австрия безвозмездно передала Украине 500 тыс. доз вакцины AstraZeneca. 
«С 22 марта в Украине стартует очередная фаза второго этапа вакцинации. К организации прививок помимо мобильных бригад добавляются еще пункты прививок в количестве 565 единиц. На втором этапе начнется вакцинация людей с чрезвычайно высоким риском инфицирования — семейных врачей. С прибытием новых вакцин также начнется вакцинация работников социальной сферы, общественного здоровья и людей старше 80 лет (с 29-30 марта)», — министр здравоохранения М. Степанов

## Статистика
| Регион                                           | Заразились | Выздоровели | Активные инфицированные |
| ------------------------------------------------ | ---------- | ----------- | ----------------------- |
| Винницкая область                                | 62000      | 2015        | 289                     |
| Волынская область                                | 51000      | 2724        | 51                      |
| Днепропетровская область                         | 103000     | 1088        | 726                     |
| Донецкая область                                 | 67000      | 645         | 697                     |
| Житомирская область                              | 77000      | 1446        | 259                     |
| Закарпатская область                             | 57000      | 1980        | 117                     |
| Запорожская область                              | 85000      | 591         | 457                     |
| Ивано-Франковская область                        | 81000      | 4000        | 136                     |
| Киев                                             | 176 000    | 10070       | 4561                    |
| Киевская область                                 | 106000     | 2638        | 561                     |
| Кировоградская область                           | 15000      | 686         | 146                     |
| Львовская область                                | 117000     | 9261        | 604                     |
| Луганская область                                | 19400      | 170         | 433                     |
| Николаевская область                             | 56000      | 940         | 238                     |
| Одесская область                                 | 120000     | 4000        | 1195                    |
| Полтавская область                               | 61000      | 337         | 282                     |
| Ровненская область                               | 63000      | 5640        | 131                     |
| Сумская область                                  | 65000      | 337         | 353                     |
| Тернопольская область                            | 13000      | 3749        | 153                     |
| Харьковская область                              | 117000     | 6000        | 855                     |
| Херсонская область                               | 27200      | 264         | 491                     |
| Хмельницкая область                              | 74000      | 914         | 268                     |
| Черкасская область                               | 64000      | 700         | 452                     |
| Черниговская область                             | 47000      | 528         | 194                     |
| Черновицкая область                              | 73000      | 4357        | 399                     |
| Украина                                          | 4 700 000  | 3 920 782   | 128 757                 |
| Неконтрол. тер-рии Донецкой обл (неофиц.данные)  | 150 000    | 112 000     | 26 000                  |
| Неконтрол. тер-рии Луганской обл(неофиц. данные) | 13470      | 4783        | 400                     |
| Автономная Республика Крым                       | 61000      | 51500       | 633                     |
| Севастополь                                      | 21000      | 18600       | 173                     |